# 鲁斯塔姆·萨朗格
鲁斯塔姆·萨朗格（1988年12月12日 -  ），印度举重运动员，身高1.61米，曾参加广州亚运会，以264千克的成绩获62公斤级比赛第九名。